# Contea di Dunn (Dakota del Nord)
La contea di Dunn (in inglese Dunn County) è una contea dello Stato del Dakota del Nord, negli Stati Uniti. La popolazione al censimento del 2000 era di 3 600 abitanti. Il capoluogo di contea è Manning.